# Corinthian Jack
Corinthian Jack er en britisk stumfilm fra 1921 af Walter Courtney Rowden.

## Medvirkende
- Victor McLaglen - Jack Halstead
- Kathleen Vaughan - Nyra Seaton
- Warwick Ward - Philip Tenbury
- Dorothy Fane - Lady Barbara
- Malcolm Tod - Lord Walsham
- Conway Dixon - Col Dane
- William Lenders - Weare
- Roy Raymond - Mike